# English National Opera

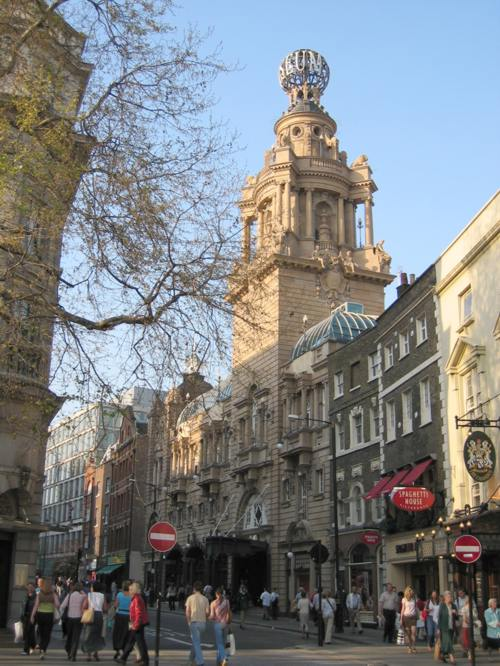
Het London Coliseum, de thuisbasis van de English National Opera

De English National Opera (ENO) is de nationale opera van Engeland, en samen met de Royal Opera een van de twee operagezelschappen in Londen. Het gezelschap stond vroeger vooral bekend om zijn Engelstalig gezongen operaproducties, de theatrale stijl waarop opera’s gepresenteerd werden en de lagere prijzen voor toegangskaarten. Tegenwoordig is het verschil met de Royal Opera minder groot, hoewel ENO in het algemeen minder bekende zangers cast en vaker moderne producties brengt. Het huistheater van ENO is het London Coliseum

## Geschiedenis
In 1898 bracht Lilian Baylis een serie operaconcerten in het Old Vic theater. Ongeveer tien jaar later vestigde ze daar een theatergezelschap waar voornamelijk toneelstukken van Shakespeare werden gespeeld. Ze voegde een groep dansers aan het geheel toe en vormde de Vic-Wells Opera Company. De dansers scheidden zich later af van Vic-Wells en vormden wat nu het Royal Ballet is.
Na de Tweede Wereldoorlog ging het gezelschap verder in Sadler's Wells Theatre onder de naam Sadler's Wells Opera Company. In 1974 werd de naam wederom gewijzigd, ditmaal in de huidige naam, English National Opera.
In de beginjaren van de 21ste eeuw komt het gezelschap in problemen, zowel artistiek als financieel en bestuurlijk.  In juli 2002 neemt Nicholas Payne ontslag als algemeen directeur van ENO. Zijn opvolger, Sean Doran, had geen eerdere ervaring hoe een operabedrijf te leiden. Hij kreeg veel kritiek vanwege de lage opbrengsten en had een conflict met de artistiek directeur Paul Daniel die in 2003 ontslag nam. In zijn plaats benoemde Doran Oleg Caetani (de zoon van dirigent Igor Markevitsj).
Op 29 november 2005 nam Doran zelf met onmiddellijke ingang zijn ontslag, en de benoeming van Caetani werd een maand voordat hij zijn post zou gaan bezetten teruggedraaid.

## Thuisbasis
Het London Coliseum nabij Trafalgar Square is de thuisbasis van de English National Opera en wordt beschouwd als een van Londens grootste en best uitgeruste theaters. Het opende zijn deuren in 1904. De English National Opera trok er in 1968 in. Het theater onderging uitgebreide renovaties tussen 2000 en 2004.

## Eerste dirigenten (beperkte lijst)
- Edward Gardner (2007-)
- Paul Daniel (1997-2005)
- Sian Edwards (1993-1997)
- Mark Elder (1979-1993)
- Sir Charles Groves (1978-1979)
- Sir Charles Mackerras (1970-1978)